# Barys Arena
Multifunkční ledový palác (rus. a kaz. Барыс Арена) je sportovní areál v Astaně v Kazachstánu. Je domovskou arénou místního HC Barys, který hraje Kontinentální hokejovou ligu.
Aréna je využívána rovněž pro basketbal, volejbal, box, jakož i pro koncertní a další společenské akce. Ke komplexu patří též hokejová akademie, plavecký bazén a bazén pro synchronizované plavání.

## Historie
Na jeho místě stávalo dnes již vypuštěné jezero Malý Taldykol.
V roce 2011 komise KHL, podle nových technických předpisů ligy, zjistila nedostatky sportovního paláce „Kazachstán“, bývalé domovské arény klubu, a shrnula jej v 37 bodech. . V důsledku toho bylo rozhodnuto o výstavbě nové ledové arény pro HC „Barys“  Stavba začala v roce 2012. 8. srpna 2015 byla nová aréna uvedena do provozu. 9. srpna v prvním utkání Prezidentského poháru porazil tým Astany Barys Metallurg Novokuzněck 4:2. Dne 27. října 2015 rozhodla Inspekční komise KHL, že aréna je připravena hostit turnajové zápasy. A už 28. října odehrál Barys svůj první oficiální zápas v nové aréně, když porazil SKA Petrohrad poměrem 4:2.

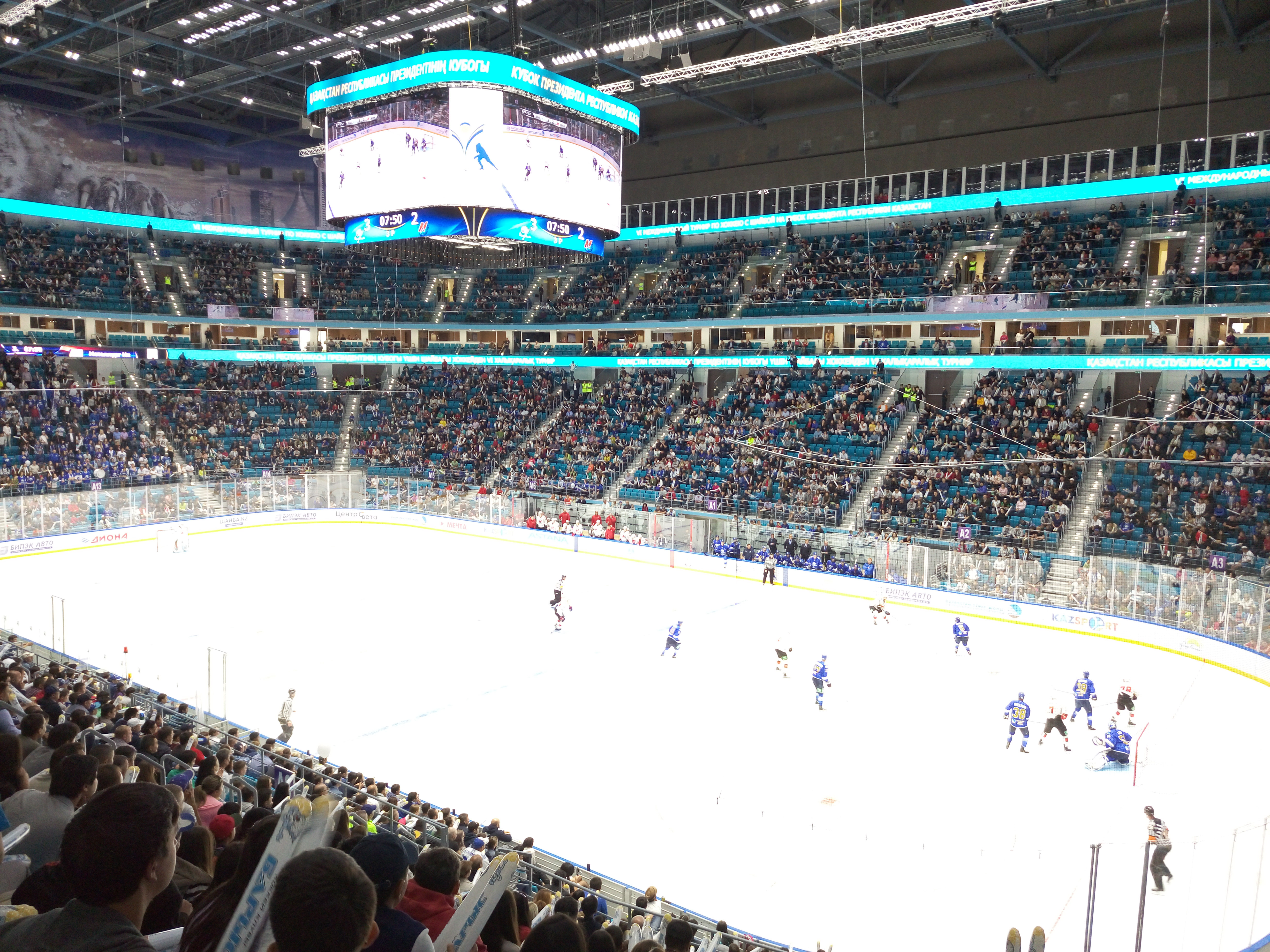
Zahajovací zápas, 9. srpna 2015

## Nehody
13. července 2015 došlo při stavbě arény k neštěstí: šest dělníků ze stavební firmy Mabco Construction SA spadlo z dvacetimetrové výšky, z nichž pět zahynulo  .